# Batalla de Jēkabpils
La batalla de Jēkabpils (en alemany Jakobstadt) fou una batalla de la Gran Guerra del Nord lliurada el 26 de juliol de 1704 a Jakobstadt entre l'exèrcit suec, sota el comandament d'Adam Ludwig Lewenhaupt, i un exèrcit lituano-rus sota les ordres del Gran Hetman Michał Serwacy Wiśniowieck.

## Els participants
El bàndol suec, comandat per Lewenhaupt, comptava amb 3.085 soldats, a més a més, de 3.000 homes sota el comandament del general Sapieha, membre de l'alta noblesa lituano-polonesa.
El bàndol rus comptava amb 6.000 russos, dirigits pel mariscal de camp Wiśniowiecki, i més de 10.000 polonesos del general Oginski.

## Antecedents de la batalla
Poc després de l'entronització d'Estanislau I de Polònia amb els suport de forces sueco-poloneses, en oposició a August II de Polònia, Carles XII de Suècia envià el general Lewenhaupt per garantir el reconeixement d'Estanislau. Els lituans es dividiren en dues faccions. Una part lluità d'ara endavant sota la bandera de Suècia i l'altre sota la bandera de Rússia i Saxònia.
A la primavera de 1704 el general Oginski tornà amb 6000 russos a Lituània, recolzats per 10.000 polonesos que volien expulsar els suecs de Lituània. Els dos comandants evitaren tanmateix la lluita directa amb els suecs i esquivaren a cada confrontació. El comandant en cap rus exigí als polonesos un jurament de lleialtat a la bandera russa, perquè aquests no abandonessin altre cop el camp de batalla en mig del pànic. Els polonesos accediren i l'Exèrcit Unit avançà contra la fortalesa de Selburg a la Düna. El Comte Lindstjöld la defensava amb més o menys 300 soldats. Lewenhaupt i Sapieha reaccionaren ràpidament realitzant un moviment de distracció sobre Birze, per tal d'enganyar els russos per tenir més temps per preparar la defensa de la fortalesa.
Els polonesos estaven tan espantats del poder de batalla dels suecs, que evacuaren el castell de Birze de seguida, intentant traslladar tot l'efectiu i els tresors del castell al quarter general de Wiśniowieck. El comboi fou atacat pels homes de Sapieha que s'apoderaren de 36 tones de pólvora, 300 carros de vitualles i 24.000 tàles.
A prop de Jēkabpils els suecs aconseguiren contactar amb els russos i polonesos. Lewenhaupt es decidí a atacar malgrat la seva inferioritat numèrica d'1:2 enfront l'enemic.

## Batalla
Lewenhaupt dividí les seves tropes en dues divisions. La primera formada pels suecs i la segona formada pels polonesos comandats pel general Sapieha. El comandant en cap suec no pretenia que els polonesos portessin el pes de la batalla, només la cavalleria polonesa hauria de perseguir els russo-polonesos després d'una hipotètica fàcil victòria sueca.
Després de disposar les tropes els suecs marxaren en un front ampli sobre les línies russes. Al centre suec alguns Batallons s'avançaren massa i foren rebutjats.
Incitat pels èxits inicials dels suecs el fill de Sapieha avançà amb el seu contingent sobre els russos. Aquesta modificació en l'ordre de batalla fou aprofitada pels russo-polonesos per posar en retirada a les forces de Sapieha. El seu fill fugí en direcció a Riga mentre cridava que els suecs havien mort fins a l'últim home.
Les ales sueques es van replegar i reorganitzar, i llençaren un segon atac en ordre de batalla perfecta. Aquest ataca comptà amb el suport de l'artilleria, que posà en fuga ràpidament els polonesos, restant sols els russos en el camp de batalla. El sol girà i és de cara als russos obstaculitzant-los la visió de l'enemic, i no els fou possible saber on i amb quina força atacaven els suecs. Lewenhaupt aconseguí amb mà de ferro recuperar el control de les seves tropes i ordenà una salva simultània de tots els batallons sobre la línia de combat russa. Quan el fum de la polvora s'aclarí es pogué veure el mal causat pel foc suec. El camp de batalla estava cobert per russos morts i ferits. Les tropes russes restants es retiraren al seu campament on formaren un cercle amb els carros de vitualles, d'aquesta manera pogueren rebutjar l'atac de la cavalleria fàcilment i infligiren als genets polonesos pèrdues considerables.

## El botí dels vencedors
Els suecs capturaren més de tres-cents carros d'avituallament, 23 canons i 39 banderes de diferents unitats.

## Conseqüències de la batalla
Degut a l'èxit dels suecs i la retirada dels russos, la fortalesa i el castell de Birse restaven gairebé sense protecció. La guarnició ascendia només a 800 homes, tots ells veterans.
Com que els suecs no tenien artilleria suficient i morters a la seva disposició, Lewenhaupt volia conduir les seves tropes als quarters d'hivern. Només la fuga d'un pres suec de la fortalesa de Birze, permeté al mariscal de camp suec saber la mida real de la guarnició. Per evitar vessar sang Lewenhaupt permeté a Sapieha escriure una carta als comandants de la fortalesa emplaçant-los a rendir-se.
A la carta s'explicava la benevolència del general Sapieha envers els seus compatriotes polonesos, que no patirien cap mena de càstig si es rendien. Aclaria la carta que no sobreviuria la guarnició si es llençava un atac. El comandant envià un mediador amb el prec per a la capitulació i la retirada lliure de les tropes garantida per Lewenhaupt. El comandant assetjat acceptà i els suecs ocupaven la fortalesa Birze sense lluita.